# Duplachionaspis natalensis
Duplachionaspis natalensis är en insektsart som först beskrevs av William Miles Maskell 1896.  Duplachionaspis natalensis ingår i släktet Duplachionaspis och familjen pansarsköldlöss. Inga underarter finns listade i Catalogue of Life.